# Йожеф Шаковіч
Йожеф Шаковіч (угор. Sákovics József; нар. 26 липня 1927, Будапешт, Угорщина — пом. 2 січня 2009, Будапешт, Угорщина) — угорський фехтувальник, який спеціалізувався у фехтуванні з шаблею та рапірою. Дворазовий бронзовий призер Літніх Олімпійських ігор 1952 та Літніх Олімпійських ігор 1956, та срібний призер Літніх Олімпійських ігор 1956 у складі збірної Угорщини. Дворазовий чемпіон світу (1953 та 1959).

## Біографія
Свій перший титул Шаковіч завоював 1947 року, вигравши чемпіонат Угорщини.
Був одружений з фехтувальницею Лідією Демелкі. Після Олімпіади 1956 вони переїхали до США, але 1957 року повернулись назад до Угорщини.
Після закінчення спортивної кар'єри Йожеф працював тренером збірної Угорщини з фехтування (1963—1968, 1979—1980), збірної Іспанії (1970—1972) та клубів «Orvosegyetemi Sport Club» (1974—1986) та «Budapest Sport Egyesület» (1987). 1996 року тренував Гарвардську збірну з фехтування.
Помер 2 січня 2009 року в Будапешті.

## Вшанування пам'яті
2014 року на честь його імені був названи один з етапів Кубка світу з фехтування.